# Anopachys
Anopachys (укр. анопахіс) — підрід роду трав'яних листоїдів з підродини Chrysomelinae всередині родини листоїдів. Наукова назва підроду походить від лат. anus і дав.-гр. παχύς — «товстий»), оскільки це може вказувати на форму останнього черевного стерніта самиць. Відомо 11 видів і 3 підвиди (всередині Chrysolina aurichalcea), які поширені на території Палеарктики й Орієнтальної області.

## Морфологія
Верх тіла жуків блискучий, темно-металевий або чорний.
Останній членик максилярних щупиків овальний, зрізаний або циліндричний, або трохи розширений біля вершини, трохи схожий на попередній членик, нема статевого диморфізму. Антени складаються посередині між наличником і очима, або в 1,2-2 рази ближче до наличника.
Передньоспинка по всій довжині збоку в опуклих мозолях.